# Zsurk
Zsurk ist eine ungarische Gemeinde im Kreis Záhony im Komitat Szabolcs-Szatmár-Bereg.

## Geografische Lage
Zsurk liegt zwei Kilometer östlich der Kreisstadt Záhony, am linken Ufer der Theiß, die hier die Grenze zur Ukraine bildet. Südlich des Ortes liegt die Nachbargemeinde Tiszaszentmárton. Unmittelbar jenseits des Flusses befindet sich die ukrainische Stadt Tschop.

## Geschichte
Im Jahr 1913 gab es in der damaligen Kleingemeinde 151 Häuser und 1027 Einwohner auf einer Fläche von 2808 Katastraljochen. Sie gehörte zu dieser Zeit zum Bezirk Tisza im Komitat Szabolcs.

## Sehenswürdigkeiten
- Reformierte Kirche mit einem hölzernen Glockenturm mit vier Nebentürmen
  - In der Kirche befindet sich eine bemalte hölzerne Kassettendecke und Empore.

## Verkehr
Durch Zsurk verläuft die Landstraße Nr. 4115. Die nächstgelegene Bahnhof befindet sich in Záhony. Bei der Neutrassierung der Bahnstrecke Carei–Záhony um 1960 erhielt Zsurk auch einen Haltepunkt mit Ladestelle, der jedoch wegen zu geringer Nachfrage nach einigen Monaten wieder aufgegeben wurde.